# Naissance en 875
Naissance
- 871
- 872
- 873
- 874
- 875
- 876
- 877
- 878
- 879

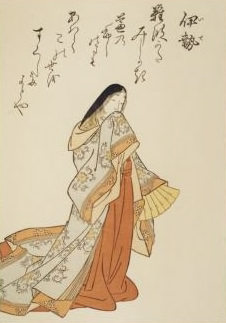
Dame Ise née en 875.

Cette page dresse une liste de personnalités nées au cours de  l'année 875 :
- Fruela II roi d'Asturies et de León.
- Fujiwara no Nakahira, homme d'État, courtisan et politique japonais de l'époque de Heian.
- Dame Ise, poétesse waka de la cour, membre des Trente-six grands poètes.

## Crédit d'auteurs
- Cet article est partiellement ou en totalité issu de l'article intitulé « 875 » (voir la liste des auteurs).